# Вишнёвка (Воронежская область)
Вишнёвка — посёлок в Верхнехавском районе Воронежской области.
Административный центр Спасского сельского поселения.

## Население
| 2000 | 2005 | 2010 |
| ---- | ---- | ---- |
| 890  | ↘738 | ↗808 |

## Улицы
| - ул. 70 лет Октября, - пер. Зелёный, - ул. Комарова, | - ул. Конституции, - ул. Ленина, - ул. Мира. |